# 馬林 (密蘇里州)
馬林（英語：Marling）是位於美國密蘇里州蒙哥馬利縣的非建制地區。

## 歷史
馬林的郵局於1894年設立，其後於1954年停運。

## 地理
馬林所處的海拔為高於海平面221米（即725英呎），而該地所採用的時區為UTC-6，即北美中部時區（CST）。同時該地設有夏令時間，為UTC-6調快一小時，即UTC-5（CDT）。